# بيير شتاينبروك

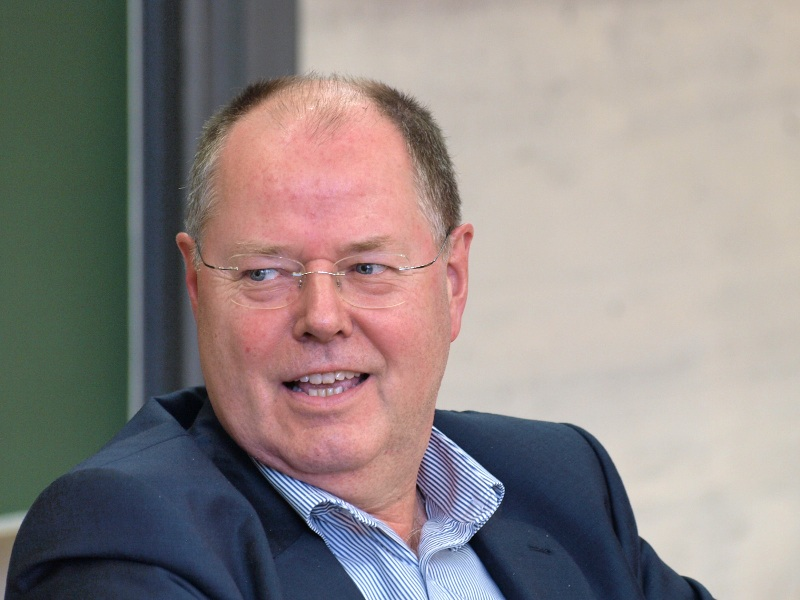
بيير شتاينبروك

بالألمانية Peer Steinbrück سياسي ألماني من مواليد 1947 في هامبورغ. عضو في الحزب الاجتماعي. رئيس وزراء مقاطعة نورد راين فستفاليا من عام 2002 ولحد 2005. وشغل منصب وزير المالية من عام 2005 إلى عام 2009 في الائتلاف الحكومي الواسع الذي حكم ألمانيا. عضو البرلمان الألماني مُرشح الحزب الاجتماعي الألماني لمنصب مستشار ألمانيا أمام المستشارة أنغيلا ميركل في الانتخابات البرلمانية.

## روابط خارجية
- بيير شتاينبروك على موقع IMDb (الإنجليزية)
- بيير شتاينبروك على موقع الموسوعة البريطانية (الإنجليزية)
- بيير شتاينبروك على موقع مونزينجر (الألمانية)
- بيير شتاينبروك على موقع قاعدة بيانات الفيلم (الإنجليزية)